# Desmia jovealis
Desmia jovealis là một loài bướm đêm trong họ Crambidae.